# Brazil (Iowa)
Brazil é uma comunidade não incorporada do Condado de Appanoose, em Iowa, nos Estados Unidos.

## História
Brazil foi historicamente conhecido por sua mineração de carvão. A comunidade continha pelo menos três minas.